# Српска православна црква у Руменки
Српска православна црква у Руменки, приградском насељу као делу Града Новог Сада, подигнута је у периоду од 1702. до 1704. године, представља споменик културе у категорији непокретних културних добара од великог значаја. 

## Историјат и архитектура цркве
Црква у Руменки је посвећена Светим апостолима Петру и Павлу за коју нема прецизних података о времену подизања, па се на основу архитектуре претпоставља да је то почетак 18. века. Складних пропорција, представља једнобродну грађевину са полукружном олтарском апсидом и полуобличастим сводом, док звоник доминира западним прочељем. Иконостас су изрезбарили су Јосиф Кистнер и Јосиф Лукић, а осликао Павле Симић 1859. године, који је аутор и зидних слика на своду. Симић се у Пирошу бавио 1843. године, када је био и претплатник једне књиге, у друштву са месним парохом поп Петром Веселиновићем. Припадник класицизма, Симић се код религиозних представа определило за принципе назаренског сликарства. Остатак живописа опширног иконографског програма извео је непознат аутор.
Санација влаге у цркви изведена је 1995. године, конзерваторско-рестаураторски радови на зидном сликарству 1996. године, а уређење порте 2002. године.